# Bloomer
Bloomer és una població dels Estats Units a l'estat de Wisconsin. Segons el cens del 2000 tenia 3.347 habitants.

## Demografia
Segons el cens del 2000, Bloomer tenia 3.347 habitants, 1.424 habitatges, i 901 famílies. La densitat de població era de 480,4 habitants per km².
Dels 1.424 habitatges en un 27,8% hi vivien nens de menys de 18 anys, en un 53,7% hi vivien parelles casades, en un 7,3% dones solteres, i en un 36,7% no eren unitats familiars. En el 32,2% dels habitatges hi vivien persones soles el 16,6% de les quals corresponia a persones de 65 anys o més que vivien soles. El nombre mitjà de persones vivint en cada habitatge era de 2,31 i el nombre mitjà de persones que vivien en cada família era de 2,92.
Per edats la població es repartia de la següent manera: un 24% tenia menys de 18 anys, un 8,1% entre 18 i 24, un 26,6% entre 25 i 44, un 20,7% de 45 a 60 i un 20,6% 65 anys o més.
L'edat mediana era de 39 anys. Per cada 100 dones de 18 o més anys hi havia 83,4 homes.
La renda mediana per habitatge era de 38.715 $ i la renda mediana per família de 47.108 $. Els homes tenien una renda mediana de 35.230 $ mentre que les dones 19.767 $. La renda per capita de la població era de 21.288 $. Aproximadament el 3,1% de les famílies i el 5,4% de la població estaven per davall del llindar de pobresa.

## Poblacions més properes
El següent diagrama mostra les poblacions més properes.